# Dvornikovics Miklós
Teplai Dvornikovics Miklós (1689 – Lontó, 1728. szeptember 5.) alispán.
Dvornikovich János és Ordódy Magda fia. Hont és Liptó megyei alispán volt 1716-ban, egyetlen munkája Budán jelent meg:
Domus spiritualis conventus paulini. Cujus primi lapidis impositio dicata est honoribus, peractaque in Nosztre, 2. Septembris, felicissimis auspiciis exc. ac ill. dni comitis Stephani Koháry… (Epigrapha ad lapidem.) Budae, (1725.)